# Hapoel Eilat BC
O Hapoel Eilat Basketball Club (em hebraico:  הפועל אילת), conhecido também como Hapoel Fattal Eilat por motivos de patrocinadores, é um clube de basquetebol baseado em Eilat, Israel que atualmente disputa a Ligat HaAl. Manda seus jogos na Begin Arena com capacidade para 1.190 espectadores.

## Histórico de Temporadas
| Temporada | Nível | Liga        | Pos. | J     | PL  | Resultado         | Copa do Estado    | Copa da Liga      |
| --------- | ----- | ----------- | ---- | ----- | --- | ----------------- | ----------------- | ----------------- |
| 2010–11   | 3     | Liga Artzit | 4    | 17-9  |     |                   | -                 | -                 |
| 2011–12   | 3     | Liga Artzit | 3    | 16-5  |     | Promovido         | Quartas de finais | -                 |
| 2012–13   | 1     | Ligat HaAl  | 3    | 14-8  | 5-5 | Semifinalista     | Semifinalista     | -                 |
| 2013–14   | 1     | Ligat HaAl  | 4    | 18-11 | 4-4 | Semifinalista     | Finalista         | Quartas de finais |
| 2014–15   | 1     | Ligat HaAl  | 4    | 17-16 | 6-6 | Finalista         | Semifinalista     | Finalista         |
| 2015–16   | 1     | Ligat HaAl  | 5    | 17-16 | 3-1 | Semifinais        |                   | Quartas de finais |
| 2016–17   | 1     | Ligat HaAl  | 2    | 21-12 | 2-3 | Quartas de finais | Oitavas de finais | Quartas de finais |
| 2017-18   | 1     | Ligat HaAl  | 7    | 16-17 | 2-3 | Quartas de finais | Quartas de finais | Quartas de finais |
| 2018-19   | 1     | Ligat HaAl  | 4    | 22-11 | 3-2 | Semifinais        | Quartas de finais | Quartas de finais |

fonte:eurobasket.com